# Pervomajsk (Mykolajivská oblast)
Pervomajsk (ukrajinsky Первомайськ; rusky Первомайск) je druhé největší město Mykolajivské oblasti na Ukrajině. Leží na ústí Syňuchy do Jižního Bugu, asi 150 km severozápadně od Mykolajiva. V roce 2022 měl přes 62 tisíc obyvatel. Vznikl 1. května 1919 spojením obcí Holta (Голта), Bohopil (Богопіль) a Olviopol (Ольвіополь), které jsou od sebe odděleny výše jmenovanými řekami.
K městu patří Muzeum strategických raketových sil vzniklé z bývalé sovětské jaderné základny.

## Historie
Pervomajsk se prostírá přímo na trojmezí historických regionů Podolí, Jedisan a Záporoží, jejichž hranice vedly po řekách Syňucha a Jižní Bug (a navazující Kodymy). Od 17. do 18. století zde existovalo významné evropské trojmezí mezi Polsko-litevskou unií, Osmanskou říší a Ruským impériem. Na polské a ruské straně byly vybudovány pohraniční pevnosti, z nichž se posléze vyvinula města Bohopol (západní část dnešního Pervomajsku) a Olviopol (severovýchod). Na jižní, osmanské straně (v Jedisanu) vznikla vesnice Holta. 
Celá oblast byla koncem 18. století ovládnuta Ruskem, ke sloučení tří blízkých sídel však došlo až po první světové válce. Souměstí bylo nazváno na oslavu prvomájového Svátku práce, podobně jako řada jiných sídel ve vznikajícím Sovětském svazu.
Za druhé světové války bylo město na několik let rozděleno tokem Jižního Bugu mezi německou a rumunskou okupační zónu. Holta tehdy náležela do rumunského Zadněstří a byla střediskem župy Golta.